# Lukáš Měchura
Lukáš Měchura (ur. 17 lutego 1987) – czeski kolarz górski, brązowy medalista mistrzostw Europy.

## Kariera
Największy sukces w karierze Lukáš Měchura osiągnął w 2012 roku, kiedy zdobył brązowy medal w four-crossie podczas mistrzostw Europy w Szczawnie-Zdroju. W zawodach tych wyprzedzili go tylko Szwed Felix Beckeman oraz Marek Peško ze Słowacji. Měchura był ponadto szósty na rozgrywanych w tym samym roku mistrzostwach świata w Leogang. Czech raz stanął także na podium zawodów Pucharu Świata w kolarstwie górskim - 7 czerwca 2009 roku w Fort William był trzeci. Uległ tam jedynie Australijczykowi Jaredowi Gravesowi i Francuzowi Romainowi Saladiniemu. W klasyfikacji generalnej sezonu 2009 zajął ostatecznie piętnaste miejsce. Nie brał udziału w igrzyskach olimpijskich.
Jego brat - Michael również jest kolarzem.